# Parafia św. Jana Chrzciciela w Lechowie
Parafia świętego Jana Chrzciciela w Lechowie – parafia rzymskokatolicka znajdująca się w archidiecezji warmińskiej, w dekanacie Orneta.